# کداک ایزی‌شر سی۳۴۰
کداک ایزی‌شر سی۳۴۰ (به انگلیسی: Kodak EasyShare C340) یک دوربین عکاسی ساخت شرکت کداک است.